# Dark Floors (film 2008)
Dark Floors è un film del 2008 diretto da Pete Riski.
Il film vede la partecipazione di attori come William Hope e Noah Huntley, ma specialmente il debutto sul grande schermo della band Heavy metal finlandese dei Lordi, che ha inoltre scritto il brano principale della colonna sonora: Beast Loose in Paradise. La band Heavy metal Lordi, oltre ad aver composto la colonna sonora del film, ha partecipato attivamente con il ruolo di antagonisti del film.
Mr Lordi inoltre, oltre ad aver composto la canzone principale Beast Loose in Paradise, ha creato il poster di presentazione del film.

## Trama
Sarah è una bambina autistica in cura al "St. Mary's Hospital". Suo padre Ben, preoccupato per lo stato dell'ospedale, decide di riportare a casa la figlia. I due salgono su un ascensore assieme ad un gruppo di sconosciuti, un uomo d'affari (Jon), un'infermiera (Emily), un vagabondo (Tobias), e una guardia di sicurezza (Rick), ma appena arrivati al piano sottostante, ognuno di loro si accorge che l'ospedale è deserto e che il destino di tutti poggia sulle spalle di Sarah.

## Produzione
Durante la produzione del film i Lordi erano impegnati con l'Ozzfest, il tour di Ozzy Osbourne, ciononostante riuscirono ad essere presenti. tranne che la tastierista della band, Awa, che non è mai stata presente sul set ma è apparsa tramite lo schermo verde.